# Функ, Вальтер
Ва́льтер Эмануэль Функ (нем. Walther Emanuel Funk; 18 августа 1890, Тракенен, Восточная Пруссия — 31 мая 1960, Дюссельдорф) — немецкий журналист, нацистский министр экономики, президент Рейхсбанка.
Макс Хайлигер — ложное имя, созданное с целью отмывать деньги и скупать ценности убитых во время Холокоста евреев. Его создание было санкционировано Функом.

## Биография
Родился в семье предпринимателя. Дядя Вальтера — пианист Альфред Райзенауэр, любимый ученик Листа.
В 1908—1912 гг. изучал право, литературу, музыку и экономику в Лейпциге и Берлине. Работал в газетах «Berliner National-Zeitung» и «Leipziger Neueste Nachrichten». В 1915—1916 гг. служил в армии, был комиссован как негодный к воинской службе.
С 1921 года был редактором «Берлинской биржевой газеты», с 1927 года — председателем пресс-службы Берлинского биржевого общества и Берлинской промышленной и торговой палаты, с 1928 по 1932 год — руководящим членом правления «Общества германской промышленной и социальной политики».
С мая 1931 года работал редактором издания «Политико-экономическая пресс-служба» НСДАП. С февраля 1933 года был личным пресс-референтом Гитлера. В марте 1933 года был назначен статс-секретарём министерства народного просвещения и пропаганды и в этом качестве стал также пресс-секретарём правительства. 15 ноября 1933 года был избран заместителем президента имперской палаты культуры.
4 февраля 1938 года после отставки Шахта был назначен имперским министром экономики. С 19 января 1939 года был также президентом Имперского банка, с августа 1939 года — членом совета министров по защите рейха, ответственным за военно-экономические мероприятия.
В 1940 году отказал евреям в праве на хранившуюся в банках и других учреждениях собственность.
4 февраля 1943 года распорядился закрыть все предприятия, не имеющие отношения к военной экономике. В сентябре того же года стал членом центрального штаба планирования министра вооружений Альберта Шпеера, которому, несмотря на бомбардировки союзников, удалось повысить военное производство.
К 1944 году Функ потерял своё влияние, так как Альберт Шпеер был недоволен его неэффективной работой.
11 мая 1945 года был арестован британскими войсками в Рурской области.
1 октября 1946 года на процессе в Нюрнберге был приговорён Международным военным трибуналом к пожизненному тюремному заключению и в ноябре того же года доставлен в тюрьму Шпандау.
Функ был явно расстроен во время судебного разбирательства и плакал во время представления доказательств. Ялмар Шахт рассказывает, что он, Вальтер и фон Папен сформировали в Нюрнберге близкий круг. Ялмар чувствовал, что Функ не в состоянии понять серьёзность обязанностей, которые он взял на себя. Шахт считал, что есть много вещей, о которых Вальтер вообще не знает, и что он плохо выступил в качестве свидетеля. Однако Альберт Шпеер дал другую версию событий. Он сказал, что, когда впервые столкнулся с Функом в Нюрнберге, «он выглядел крайне измученным и подавленным». Но «Вальтер рассуждал искусно и так, что это вызвало во мне жалость» в свидетельских показаниях.
16 мая 1957 года Функ был досрочно освобождён по состоянию здоровья.
В декабре 1958 года его приговорили к выплате штрафа в размере 10900 немецких марок.
Вальтер Функ умер 31 мая 1960 года в Дюссельдорфе от сахарного диабета.

## Увлечения
- Ялмар Шахт, хорошо знавший Функа, сказал, что он был «необычайно музыкален», будучи «первоклассным знатоком музыки, чьи личные жизненные предпочтения были решительно связаны с искусством и литературой». Во время ужина, когда он сидел рядом с Вальтером, оркестр играл мелодию Франца Легара. Функ заметил: «Ах! Легар — фюрер особенно любит его музыку». Шахт в шутку ответил: «Жаль, что Легар женат на еврейке», на что Функ немедленно ответил: «Это то, чего фюрер ни в коем случае не должен знать!»[12].
- Альберт Шпеер вспоминал, как Гитлер поставил ему фрагмент «Прелюдов» Листа, сказав: «Вы будете часто слышать это в ближайшем будущем, потому что это станет нашими победными фанфарами в русской кампании. Вальтер Функ выбрал. Нравится?» (Гитлер выбирал новую музыкальную тему для каждой из предыдущих кампаний)[13].

## Правительственные награды
- Орден Святого Александра I степени — 12 октября 1938 года, награждён указом болгарского царя Бориса III[14]